# 瑪麗山大學
瑪麗山大學（Mount Mary University）是位於美國威斯康星州密爾沃基的一所私立大学，由聖母學校修女會成立於1913年，是該州最早成立的頒發學位的、四年制天主教女子學院。 2015年《美國新聞與世界報道》在“中西部地區大學”排名中將其列在第91位。

## 外部連結
- Mount Mary College
- Mount Mary College Athletics

43°04′19″N 88°01′51″W / 43.0720387°N 88.0309093°W